# Gobernación de Coquibacoa
La gobernación de Coquibacoa, Coquivacoa o Cunquivacoa fue una efímera gobernación otorgada por los Reyes Católicos a Alonso de Ojeda sin conocimiento de Cristóbal Colón, que era el virrey de Indias. 

## Historia
Ojeda, que participó en el segundo viaje de Colón a las Indias, después de volver a España capituló ante los Reyes Católicos sin permiso de Cristóbal Colón, y zarpó en una expedición el 18 de mayo de 1499 en asociación con el navegante y cartógrafo Juan de la Cosa y con el navegante italiano Américo Vespucio. Fue el primero de los denominados viajes menores o andaluces, en el que participó además el geógrafo Martín Fernández de Enciso. 
Tras separarse de Vespucio, quien se dirigió hacia el Brasil, Ojeda recorrió la costa de América del Sur desde la boca del río Esequibo hasta la península Guajira, a la que llamó isla de Coquibacoa sin saber que en realidad es una península. Luego se dirigió a La Española en donde tuvo un conflicto con Colón, para luego partir de regreso a España.
Ojeda capituló nuevamente ante los Reyes Católicos el 18 de junio de 1501, nombrándosele gobernador de Coquibacoa por los resultados obtenidos en el primer viaje. En la capitulación se le otorgó el derecho de fundar una colonia en ese territorio, aunque se le previno de que no visitara el golfo de Paria, descubierto por Colón en su tercer viaje en 1498. La extensión de la gobernación es objeto de controversias, para algunos abarcaba desde el cabo de la Vela hasta el cabo de Chichiriviche, pero otros señalan que no tenía un límite preciso, sino que estaba sujeta a los descubrimientos que se hiciesen. Simultáneamente se concedió una gobernación a Vicente Yáñez Pinzón en la costa norte del Brasil, ambas gobernaciones estaban orientadas a la búsqueda del paso hacia la Especiería.

E sus Altezas, avida consideracion a lo que gastastes e servistes e por lo que agora vos obligais a servir, vos hazen merced de la governaçion de la isla de Cunquivacoa que vos descubristes (...)

Ojeda se asoció con los mercaderes sevillanos Juan de Vergara y García de Campos, los cuales pudieron fletar cuatro carabelas que zarparon en enero de 1502. Hizo el mismo recorrido que en su primer viaje, pero sin recalar en el golfo de Paria y llegó a la isla de Margarita, en donde intentó obtener oro y perlas de los indígenas por varios métodos. Luego recorrió las costas venezolanas y colombianas desde Curiana (en el sector occidental del actual estado de Falcón) hasta la península de Paraguaná y fundó el 3 de mayo una colonia en la península de la Guajira, en la bahía Honda y la laguna de Cocinetas (cerca del actual Castilletes), a la que llamó Santa Cruz, que se convirtió en el primer poblado español en contar con cabildo y fortaleza en el firme territorio continental pero en la segunda de Sudamérica después de la actual ciudad sumergida Nueva Cádiz, Isla de Cubagua en el Estado  venezolano de Nueva Esparta. La colonia fue abandonada (hay datos de que Pedro Briceño y Verdugo, ocupó el cargo de Tesorero Real del Cabo de la Vela) a los tres meses de ser fundada, debido a los conflictos con las poblaciones indígenas de los alrededores y las disputas entre los españoles. Vergara y Campos hicieron apresar a Ojeda para hacerse con el poco botín recaudado y abandonaron el poblado junto con los colonos, encarcelándolo en La Española en mayo de 1502. 
En septiembre de 1504 Ojeda volvió a capitular con los Reyes Católicos para realizar un nuevo viaje para ir a tierra firme de Coquibacoa. Tras estos resultados, la gobernación de Coquibacoa fue abolida.